# Jaime Mayor Oreja
Jaime Mayor Oreja (ur. 12 lipca 1951 w San Sebastián) – hiszpański i baskijski polityk, były minister oraz poseł do Kortezów Generalnych, od 2004 do 2014 deputowany do Parlamentu Europejskiego.

## Życiorys
Ukończył studia z zakresu inżynierii rolnictwa na Uniwersytecie Politechnicznym w Walencji. W 1977 zaangażował się w działalność polityczną w ramach Unii Demokratycznego Centrum. Od lat 80. pełni funkcję deputowanego do parlamentu regionalnego Baskonii.
W parlamencie krajowym zasiadał po raz pierwszy od 1979 do 1982, reprezentując prowincję Gipuzkoa. W 1980 był ministrem turystyki w regionalnej administracji wykonawczej. 30 lipca 1982 został pełnomocnikiem rządu w Kraju Basków, 16 października tego samego roku przeprowadzono na niego nieudany zamach terrorystyczny, wrzucając przez okno jego gabinetu granat. 29 grudnia 1982 nowy socjalistyczny rząd odwołał go z zajmowanego stanowiska.
W 1984 bez powodzenia kandydował jako przedstawiciel demokratycznej koalicji na urząd prezydenta Kraju Basków. Od 1987 kierował własną regionalną partią pod nazwą UPV, w 1989 wstąpił do Partii Ludowej. W tym samym roku uzyskał mandat posła do Kongresu Deputowanych. Od tego czasu zasiadał w parlamencie, reprezentując w różnych kadencjach prowincję Vizcaya lub Araba.
W 1996 został zastępcą sekretarza generalnego Partii Ludowej. Od 1996 do 2001 był ministrem spraw wewnętrznych w rządzie José Aznara. W 2001 ponownie bezskutecznie ubiegał się o prezydenturę Baskonii, obejmując następnie funkcję przewodniczącego klubu posłów PP w regionalnym parlamencie.
W 2004 uzyskał mandat deputowanego do Parlamentu Europejskiego. Został przewodniczącym delegacji ludowców w ramach EPP-ED. W wyborach europejskich w 2009 skutecznie ubiegał się o reelekcję.